# کریستوفر ماریچز
کریستوفر ماریچز (انگلیسی: Christophe Marichez؛ زادهٔ ۱۲ دسامبر ۱۹۷۴) بازیکن فوتبال اهل فرانسه است.
از باشگاه‌هایی که در آن بازی کرده‌است می‌توان به باشگاه فوتبال لانس و باشگاه فوتبال متس اشاره کرد.